# Гражданская война в Империи инков
Гражданская война в Империи инков — военный конфликт между двумя братьями, Уаскаром и Атауальпой, сыновьями Уайна Капака, за право наследовать престол Империи инков. 
Война между братьями началась в 1529 году, через 2 года после смерти отца, Уайна Капака, и продолжалась до 1532 года. Уаскар начал войну, потому что он считал себя законным наследником всей империи инков. Независимо от законности, Атауальпа показал, что превосходит своего брата в военном деле, а его армия, дислоцированная их отцом на севере страны, превосходит могуществом армию брата. Однако гражданская война ослабила страну, а одержавший победу в войне Атауальпа уже в 1533 году был схвачен и казнён испанскими конкистадорами под предводительством Франсиско Писарро.

## Ход войны

### Восстание Атауальпы
Примерно в 1529 году, когда Атауальпа начал готовиться к войне, он был схвачен в Томебамбе. Относительно этого есть две версии: одна утверждает, что его похитители были лояльные Уаскару каньяри; по другой утверждается, что он был побеждён и захвачен войсками кусконцев под командованием Уанка Ауку. Атауальпа был заключён в крепости, откуда ночью был освобождён своими сторонниками. Считается, что mamacuna (главная женщина в провинциальном 'акльауаси') предоставляла ему медные стержни, вставив которые в стену, ему удалось ускользнуть, не будучи замеченным стражей, так как те праздновали победу, употребляя крепкие напитки. Этот случай Атауальпа использовал, внушив людям, что бог Солнца Инти превратил его в змея, чтобы он мог выбраться из крепости через трещины в стене. Распространившись по всей Империи, эта легенда превратила Атауальпу в мифическое существо.
Атауальпа бежал в Кито, где реорганизовал свои силы и напал на Томебамбу. Ulco Colla и Hualtopa (кусконский наместник города) вместе с большинством взрослых мужчин оставили город, чтобы объединиться с войсками уаскаристов, в то время как женщины и дети остались в Томебамбу и были уничтожены атауальпистами. Как полагают, тогда было убито до 60 тысяч человек.
Во время своего похода к Кахабамбе (Caxabamba) Атауальпа приказал истреблять все народы и племена, которые поддержали Уаскара. Незадолго до восстания китонцев Уаскар приказал вызвать курак народов провинции Tallán (тумбесцы, пунанос, чиму, юнгас, guayacundos и каньяри), которые поклялись в верности правителю Куско. Атауальпа, разоряя всё на своём пути, прибыл в Тумбес, где большинство населения поддерживало его. Местный курака Chirimasa или Chili Mass стал одним из главных его союзников и отправил на плотах 12 тысяч солдат для завоевания острова Пуна, которые были традиционно соперниками тумбесцев и союзниками Уаскара. Семь вождей острова, главными из которых были Cotori и Tomala (крестивший после как ?Франсиско Томала́?) вышли против них с 3 тысячами солдат на бальсовых плотах. Случилось самое большее морское сражение доиспанских времён. Островитяне, бывшие хорошими мореходами, нанесли поражение превосходящей их по численности инкской армии, которая потеряла все надежды на победу, когда Атауальпа был ранен стрелой в ногу и был доставлен в Кахамарку лечиться в термальных источниках.
Вслед за этим пунанос захватили Тумбес, разграбили и сожгли его, захватив в плен 600 китонских и местных солдат. Атауальпа был вынужден отступить в Кито реорганизовать свои силы. Когда атауальписты вернулись на юг, пунанос отступили на свой остров, взяв с собой пленных и большую добычу. По-видимому, некоторое время спустя, после разгрома кусконцев, пунанос решили объединиться с Атауальпой.

### Наступление кусконцев
К 1530 году Уаскар собрал мощную армию и послал её на север под командованием своего неродного брата, генерала Атока. Численность её составляла около 30 тысяч солдат, что превышало силы его противника. Другие источники, говорят, что армия Атауальпы насчитывала 40 тысяч солдат, ветеранов войн своего отца, а у Уаскара только 30 тысяч, собранных в Томебамбе, которые включали каньяри, палтас и чапаррас. Согласно источнику, разрушение Tомебамбы произошло после поражения наступления кусконцев, когда после победы в Амбато силы Атауальпы пошли на юг, попытавшись взять остров Пуна силой в 15 тысяч солдат на 700 плотах, что стоило ему 4 тысяч погибших.
В то время как Атауальпа реорганизовал свои силы в Кито, он собрал своих генералов Чалкучиму, Кискиса, Руминьяви и Укумари (см. также полководцы инков) и приказал им наступать. Также он послал шпионов на юг для того, чтобы они следили за войском Атока. План кусконцев состоял в том, чтобы начать наступление на север чтобы захватить Томебамбу и Кито. Не известно, где встретились их армии; большинство историков говорит, что первое столкновение произошло в Chillopampa, где победили уаскаристы, но хронист Мигель Кабельо Бальбоа утверждает, что первое столкновение случилось в Mullihambato, и что во втором сражением они вновь победили тауальпистов. В то время как Педро Сьеса Леон говорит, что было только сражение, где они побеждали атауальпистов.
Победившие под Chillopampa уаскаристы не смогли захватить в плен Атауальпу, который наблюдал за сражением с холма со своей личной охраной. Согласно другим источникам, Атауальпа находился в Кито и, узнав о поражении, он отправился с войсками, которые смог собрать до Latacunga чтобы усилить своих солдат и приказал генералу Чалкучиме прекратить отступать и разгромить врага.
В следующем сражении под командованием опытных генералов Кискиса и Чалкучимы китонцы одержали победу. Это сражение случилось в Амбато (Расстояние от Амбато до Кито — лишь около 100 км, всего 5 дневных переходов, для сравнение расстояние Амбато до Кахамарки — около 700 км), Mullihambato или в Chimborazo (согласно источнику). То, в чём сходятся все, состоит в том, что кампания закончилась сокрушительным поражением Уаскара; курака каньяри Улько Колья и генералы Аток и Hango были захвачены в плен и жестоко казнены. По одним данным, они были ослеплены и оставлены на произвол судьбы, по другим — с них содрали кожу на боевые барабаны.
Атауальписты медленно продвигались с севера на юг, что вызывало беспокойство у Уаскара. Известно, что в Уамачуко Атауальпа отправил двух посланцев в уаку Catequil, жрецы которого умели 'читать будущее'. Но оракул предсказал ему «плохого конца». Разозлённый Атауальпа отправился к храму, убил жреца, разбив ему череп золотой дубинкой, а затем приказал разрушить и сжечь храм.
Уаскар назначил новым главнокомандующим другого своего неродного брата, генерала Уанка Ауки, который, вместе с кураками Ahuapanti, Урко Варанка и Инка Рока отправился на север во главе большой армии, которая включала бойцов враждебных Атауальпе северных племён. Со своей стороны Атауальпа приказал генералам Чалкучиме и Кискису противостоять уаскаристам в то время как Руминьяви пребывал в Кито. Кусконцы атаковали Томебамбу и Molleturo, но в обоих случаях не добились успеха.
Уанка Ауки отступил к Кусибамбе, где построил крепости для её защиты. Потом он вторгся на территорию bracamoros, поддерживающих атауальпистов, но потерял в битве 12 тысяч бойцов. Тогда обе армии договорились о перемирии, но уаскаристы нарушили его, начав наступление, но потерпели поражение от Кискиса в сражении у Кусибамбы, в результате которого они были обращены в бегство; те, кто смогли убежать, пошли через Уанкабамбу в Кахамарку.

### Наступление китонцев
Преследуя уаскаристов, Атауальпа атаковал племена Tallán: пунанос, тумбесцев, чиму, юнгас, полтас и каньяри. Северная кампания стала войной на истребление. В Тумбесе Атауальпа казнил всех военачальников уаскаристов и сделал из их кожи барабаны. Он также направился на Húasimo, Solana и Ayabaca, покончив со всем местным сопротивлением и уничтожая всё на своём пути. Но все poechos — тысячи бойцов во главе с военачальника Уачу Пуру продолжили сопротивление и будучи побеждёнными. В оставшейся части долины Чира жители Кито получили поддержку, в то время как кураки Amotape и Чира продолжили сопротивление им. Около Кахаса случилось большое сражение, в котором жители Кито захватили и разграбили город, убив тысячи жителей и повесив сотни пленных. Атауальпа оставил как губернатора Маиса Уилька (Maizavilca), который позднее был направлен послом к испанцам.
Северяне с армией численностью более чем в 30 тысяч мужчин продолжили движение на юг, по приказу своего правителя уничтожая всех, которые принимали решение поддержать Уаскара. Каждый день силы китонцев увеличивались за счёт мобилизации дополнительных сил, хотя продолжали быть численно меньше противников (которые насчитывали около 80 тысяч человек).
В связи с продвижением атауальпистов уаскаристы отступили дальше на юг, по пути потерпев несколько поражений. Согласно хронисту Санта-Крус Пачакути, победы Атауальпы были следствием того, что Уанка Ауки вступил в сговор с Атауальпой, чтобы тот мог легко разгромить его армии. Когда остатки армии кусконцев прибыли в Кахамарку и под командованием брата Уаскара (насколько понимаю, имеется в виду Уанка Ауки), генерала Титу Атаучи и молодого военачальника Килако Юпанки, к ним прибыло подкрепление из 10 тысяч чачапояс и большого количества кавньяри и tallanes из Piura и Lambayeque. Силы Кискиса заняли Уанкабамбу и двинулись навстречу врагу. Возле Cochahuaila (между Уанкабамбой и Уамбо) произошло кровопролитное сражение, продолжавшееся до конца дня; ночью обе стороны вернулись в свои лагери, но утром китонцы атаковали чачапояс, убив более половины из них; оставшаяся часть бежала вместе с останками армии уаскаристов к плоскогорью Bombon (Pumpu). Вслед за сражением у Cochahuaila Атауальпа занял Кахамарку. Уаскар потерял 7 тысяч солдат. Когда атауальписты прибыли на плоскогорье, им пришлось биться три дня чтобы занять позиции противника. Арьергард кусконцев прикрывал отход основной части их армии. Генерал Уанка Ауки собрал свои силы в Хатун Хаухе. Неподалёку оттуда, в Янамарке, произошло столкновение с китонами. Сражение стоило большое число жизней. Обе стороны сражались за контроль долины Hatunmayo или Huancamayo (Mantaro), являвшейся важной стратегической точкой. Вечером кусконцы отступили на прямой берег реки и китонцы остались в Saya de Hatunjauja или Хаухе, которая превратилась главную оперативную базу Атауальпы. Атауальпа получил поддержку местного вождя Manco Surichaqui.
На помощь уаскаристам из Куско прибыл генерал Майта Юпанки во главе отряда, сформированного из знати Куско. Он от имени Инки Уаскара резко упрекнул Уанка Ауки за его неэффективное ведение войны, что приводило к расколам среди уаскаристов. Однако Уанка Ауки вместо того, чтобы организовать борьбу вместе с Майтой Юпанки, предался пьянству и решил выслужиться перед богом Пачакамаком, послав большие дары в его храм, расположенный на побережье. Оракул предсказал, что он победит в Вилькасе в регионе Аякучо.
Тем не менее, несмотря на благоприятные предсказания, уаскаристы продолжили терпеть поражение за поражением. 2 тысячи кусконцев под командованием Майта Юпанки продолжили защищать мост на реке Angoyaco (сегодня Izcuchaca), в то время как Уанка Ауки оставался в Вилькасе (Аякучо). Кусконцы сдерживали китонцев на реке Angoyacu больше месяца, но в конце концов были вынужденны продолжить отступление к югу, будучи побеждены в Вилькасе.
Отступая, уаскаристы прошли через Андауайлас, а затем Curahuasi, в то время как в Куско, Инка Уаскар принёс многочисленные жертвы уакам. Но все предсказания были неблагоприятными.

### Окончание войны
К 1532 году китонцы достигли центральной и южной части современного Перу. В результате постоянных поражений Уаскар практически лишился резервов, из-за чего в армию стали отправлять даже жрецов и курак. Уаскар собрал остатки своих сил в Куско, где они были поделены на три армии. Одна под его личным командованием, собранная из знати Урин Куско, каньяри и чачапояя, осталась в качестве гарнизона столицы. Вторая во главе с Uampa Юпанки, отправилась в Котабамбу, где находились силы противника. Третьей под командованием Уанка Ауки было приказано вести наблюдение за врагом и при возможности нападать на них из засады. В это время северные генералы Кискис и Чалкучима и их солдаты переправились через реку Котабамба.
Войска Uampa Юпанки впервые встретились с врагом в Уануко Пампа (район Тамбопата провинции Котабамба, Апуримак). Уаскар приказал всем его силам атаковать противника. В битве был убит генерал Томай Рима, сражавшийся за Атауальпу. За ночь атауальписты отступили на холм. Видя, что место было окружено сухой травой, инки под предводительством Уаскара устроили пожар, который убил многих врагов. В сражении отличились уаскаристские генералы Титу Атиаучи и Топа Атау. Оставшиеся в живых враги бежали за реку Котабамба, но Уаскар ошибся, не решившись преследовать их.
На следующий день Уаскар приказал генералу Топа Атау пересечь реку и преследовать противника. Топа Атау достиг низины Chontacajas, где столкнулся с войсками самого Атауальпы, был побеждён и захвачен в плен. Тогда Чалкучима тайно приказал Кискису дойти к Quipaipán позади позиции, где находился Уаскар. Тем временем Чалкучима направился к Уануко Пампа под видом уаскаристов. Основная часть армии Уаскара вышла ему навстречу, радостно бросая оружие, в результате чего что войска китонцев достигли лёгкой победы, взяв в плен генерала Титу Атаучи.